# Квинт Цецилий Метелл Пий
Квинт Цеци́лий Мете́лл Пий (лат. Quintus Caecilius Metellus Pius, около 128 — 63 годы до н. э.) — римский военачальник и политический деятель из плебейского рода Цецилиев Метеллов, консул 80 года до н. э. и верховный понтифик в 81—63 годах до н. э. Участвовал в Союзнической войне и одержал ряд побед над восставшими италиками (89—88 годы до н. э.). Когда началась гражданская война, Квинт Цецилий поддержал сенат против марианцев, но позже заключил соглашение с последними и уехал в Африку (87 год до н. э.). В следующей гражданской войне, в 83—82 годах, он поддержал своего родственника Луция Корнелия Суллу и одержал ряд побед над марианцами в Северной Италии. Сулла сделал его верховным понтификом и своим коллегой по консулату.
В 79 году до н. э. Метелл Пий стал командующим в войне с марианцем Квинтом Серторием в Испании. Столкнувшись с партизанской тактикой противника, он не смог одержать решительную победу, так что сенат направил в этот регион ещё одного полководца — Гнея Помпея Великого. В 75 году Метелл уничтожил армию серторианского легата Луция Гиртулея при Италике и разбил самого Сертория при Сегонтии. В дальнейшем территория, контролируемая мятежниками, постепенно сокращалась. Серторий был убит заговорщиками из своего окружения, после чего война быстро закончилась полной победой Метелла и Помпея (72 год до н. э.).
В Рим Квинт Цецилий вернулся в 71 году до н. э., после восьмилетнего наместничества. Он умер в 63 году. Его преемником в качестве верховного понтифика стал Гай Юлий Цезарь.

## Биография

### Происхождение

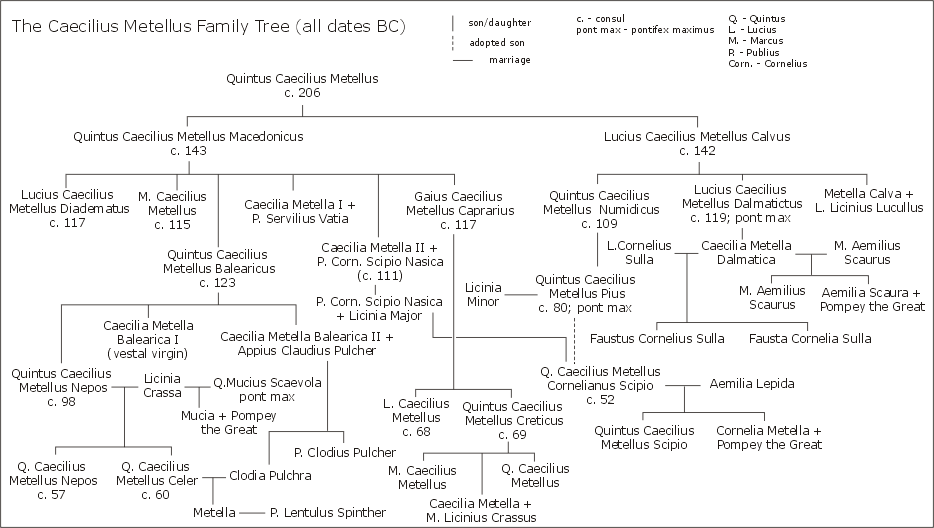
Цецилии Метеллы

Квинт Цецилий принадлежал к влиятельному плебейскому роду Цецилиев Метеллов, происходившему, согласно легенде, от сына бога Вулкана Цекула, основателя города Пренесте. Метеллы вошли в состав сенаторского сословия в начале III века до н. э.: первый консул из этого рода был избран в 285 году до н. э. В союзе с патрициями Сервилиями Цепионами Метеллы начиная со 140-х годов до н. э. возглавляли «аристократическую корпорацию» в сенате; в 120—110-е годы до н. э. они чаще, чем представители какой-либо другой семьи, получали высшие магистратуры. Многие исследователи пишут о factio Metellana — сплочённой политической группировке, доминировавшей в жизни Республики в эти десятилетия. К ней причисляют, помимо Цецилиев и Сервилиев, Марка Эмилия Скавра, Квинта Муция Сцеволу Авгура, Публия Рутилия Руфа, Квинта Лутация Катула, Луция Лициния Красса и других видных нобилей.
Квинт был единственным сыном Квинта Цецилия Метелла Нумидийского, консула 109 года до н. э. Соответственно его родным дядей был Луций Цецилий Метелл Далматик, а двоюродными дядями — четверо сыновей Квинта Цецилия Метелла Македонского. На двоюродной сестре Квинта-младшего был женат принцепс сената Марк Эмилий Скавр; двоюродными братьями Квинта по женской линии были Луций Лициний Лукулл и Марк Теренций Варрон Лукулл. В более отдалённом родстве он находился с другими влиятельными нобилями: на его троюродной сестре был женат Аппий Клавдий Пульхр (консул 79 года до н. э.), его троюродными братьями были Публий Корнелий Сципион Назика (претор предположительно в 93 году), Квинт Цецилий Метелл Непот (консул 98 года), Квинт Цецилий Метелл Кретик (консул 69 года) и Луций Цецилий Метелл (консул 68 года).
Существует гипотеза, что кузеном Метелла Пия (ещё одним внуком Метелла Македонского по матери) был и Квинт Сервилий Цепион, претор 91 года до н. э., известный как заклятый враг Марка Ливия Друза.

### Ранние годы
Рождение Квинта Цецилия исследователи датируют, исходя из сообщения Саллюстия: этот историк в своей «Югуртинской войне» пишет, что в 109/108 году до н. э. Квинту Цецилию было «лет двадцать». Плутарх, рассказывая о тех же событиях, называет Метелла «мальчишкой»; принято считать, что Квинт родился приблизительно в 128 году до н. э.
Метелл впервые упоминается в источниках в связи с событиями в Нумидии. Его отец во время своего консулата возглавил армию, воевавшую с царём Югуртой, и Квинт-младший тоже участвовал в этой войне. Известно, что, когда легат Гай Марий пришёл к командующему просить отпустить его в Рим для участия в выборах консулов на 107 год до н. э., тот ответил злой шуткой: «посоветовал… не спешить с отъездом: для него… будет не поздно добиваться консулата вместе с его сыном». Именно тогда, по словам Саллюстия, Квинту-младшему было около двадцати лет, так что Квинт-старший предложил пятидесятилетнему Марию подождать ещё примерно двадцать два года в соответствии с законом Виллия. Этот эпизод предположительно датируется концом 109 или началом 108 года до н. э. Марий, несмотря на такую позицию своего командующего, уехал в Рим, добился своего избрания и назначения в Нумидию. Метеллы оставили армию, не дожидаясь его прибытия; в 106 году до н. э. был отпразднован триумф, после которого Квинт-старший стал носить агномен Нумидийский (Numidicus).

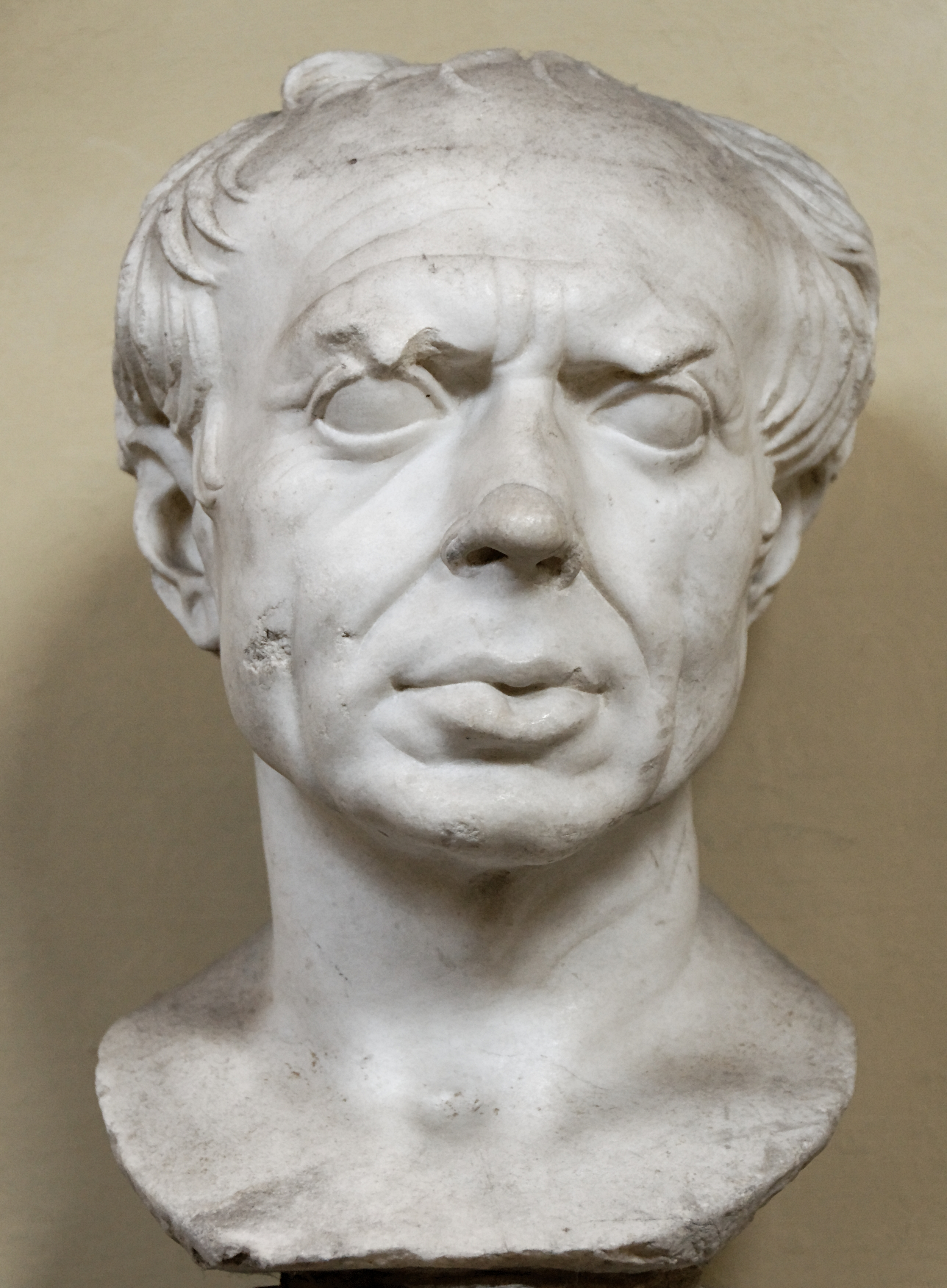
Бюст Гая Мария-старшего (Музей Кьярамонти)

Гай Марий, ставший врагом Метеллов, смог одержать окончательную победу над Югуртой. В 104—100 годах до н. э. он занимал должность консула пять раз подряд, а Метелл Нумидийский был самым принципиальным и непримиримым его противником в сенате. Со 103 года Квинт-старший возглавлял борьбу сенатской «партии» с союзником Мария — популяром Луцием Аппулеем Сатурнином. В 100 году Метелл Нумидийский был вынужден уйти в изгнание, но вскоре весь нобилитет объединился для борьбы с Сатурнином и его сторонниками. Марк Туллий Цицерон, перечисляя аристократов, явившихся в декабре 100 года к храму Санка, чтобы взять оружие из общественного хранилища и принять участие в решающей схватке, называет и «всех Метеллов». Сатурнин потерпел поражение и погиб; народные трибуны следующего года Марк Порций Катон Салониан и Квинт Помпей Руф предложили дать Метеллу Нумидийскому право вернуться, но это предложение было заблокировано их коллегой Публием Фурием, за которым, по данным Плутарха и Орозия, стоял Марий.
Квинт-младший умолял Фурия изменить своё решение «в присутствии народа, со слезами и земными поклонами». Его поддержала существенная часть нобилитета, а в первую очередь многочисленные родственники: в числе просителей были Луций Цецилий Метелл Диадемат, Гай Цецилий Метелл Капрарий, Квинт Цецилий Метелл Непот, Луций Лициний Лукулл, Публий Сервилий Ватия, Публий Корнелий Сципион Назика, а также, возможно, Квинт Сервилий Цепион. Несмотря на эту поддержку и всеобщее сочувствие, Метелл ничего не добился. Одни исследователи винят в этом непримиримость Мария, другие считают, что для Мария мог быть слишком невыгоден открытый конфликт с существенной частью римского общества.
Современники дали Квинту Цецилию после этих событий прозвище Пий (Pius), ставшее постоянной частью его имени. Это латинское слово имело широкий спектр значений, предполагавший действия в соответствии с долгом; в зависимости от ситуации и конкретного носителя этот эпитет может быть переведён как «благочестивый», «богобоязненный», «мудрый», «справедливый», «милосердный». В случае с Квинтом Цецилием есть мнения в пользу вариантов «благочестивый» и «верный долгу» (по отношению к отцу). О приверженности Квинта Цецилия староримским добродетелям пишут в связи с этим эпизодом многие античные авторы.
Годом позже Метелл Нумидийский смог, наконец, вернуться в Рим. Вскоре он, по-видимому, умер. В историографии нет единого мнения о дальнейшей судьбе factio Metellana: одни считают, что эта политическая группировка прекратила своё существование, другие говорят о её ослаблении и «уходе в тень». Причиной тому могла стать потеря Метеллами яркого лидера: Квинт-младший, ещё даже не начавший карьеру, не мог занять место отца. Тем не менее Э. Бэдиан пишет о factio и в связи с событиями 90-х годов до н. э.: по его мнению, Метеллы, которых возглавлял на этом этапе Марк Эмилий Скавр, привлекли к суду союзника Сатурнина Гая Норбана, встали на защиту Квинта Сервилия Цепиона, обвинённого в злоупотреблении властью во время квестуры (оба процесса датируются предположительно 95 годом до н. э.), выбрали сторону Марка Ливия Друза в его конфликте со всё тем же Цепионом, а в 91 году поддержали попытку Друза провести серию реформ. Правда, известно, что Публий Рутилий Руф, очень близкий к Метеллам в 100-е годы, был осуждён (предположительно в 92 году до н. э.) по явно надуманному обвинению, и ему не помог никто из былых союзников. Не заступился за Руфа и Метелл Пий — сын его лучшего друга и покровителя. Такое поведение Квинта-младшего явно противоречило римской аристократической этике.

### Начало карьеры и Октавиева война

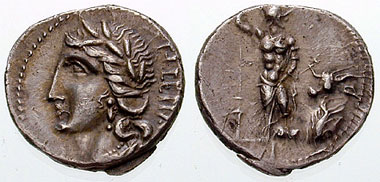
Серебряный денарий Марсской конфедерации времён Союзнической войны. Надпись «Италия» на оскском языке

«Будучи ещё молодым», как пишет Псевдо-Аврелий Виктор, Метелл Пий стал членом жреческой коллегии понтификов; при этом на выборах его неудачливыми конкурентами были консуляры. Речь может идти предположительно о 100 годе до н. э. Приблизительно в 94 году до н. э. Квинт Цецилий был монетарием и чеканил монеты с изображением Пиетас — богини исполнения долга. О ранних этапах его движения по cursus honorum, то есть о пребывании на должностях квестора и эдила, неизвестно ничего, включая даты. Информация в источниках о претуре Метелла Пия противоречива. С одной стороны, Марк Туллий Цицерон пишет, что Квинт Цецилий в 89 году до н. э. был претором и выполнял свои обязанности в Риме; с другой стороны, эпитоматор Ливия утверждает, что в том самом году Квинт Цецилий (Цецилий Пий) был легатом и командовал армией в землях марсов. Наконец, по данным Псевдо-Аврелия Виктора, Метелл командовал армией именно во время претуры. Одни учёные, доверяя свидетельству Цицерона, датируют 89 годом претуру Квинта Цецилия, а 88 — его проконсулат (в их числе автор классического справочника по римским магистратам Р. Броутон), другие полагают, что Метелл в 89 году был легатом, а в 88 — претором.
В это время (с конца 91 года до н. э.) Рим воевал с восставшими италиками, и Метелл Пий принимал участие в этой войне. Источники сообщают, что он действовал в Апулии и «взял осадой» город Венусия, в котором захватил три тысячи пленных. Кроме того, Квинт Цецилий разбил в нескольких сражениях марсов, которыми командовал Квинт Попедий Силон, причём последний погиб в бою. Возможно, после этих побед солдаты провозгласили Квинта Цецилия императором. В то же время Орозий пишет, что Силон пал «в ходе ужасного сражения у реки Теана», где римлянами командовал легат Гнея Помпея Страбона по имени Сульпиций (это мог быть либо будущий народный трибун Публий Сульпиций, либо Сервий Сульпиций Гальба). Сообщение эпитоматора Ливия можно трактовать и таким образом, что окончательное поражение Силону нанёс легат Мамерк Эмилий Лепид Ливиан.

Италия по итогам Союзнической войны

Параллельно с Союзнической войной в Риме развернулась ожесточённая внутриполитическая борьба, начавшаяся с выборов консулов на 88 год до н. э. Один из кандидатов, Луций Корнелий Сулла, по данным некоторых источников, именно во время предвыборной кампании женился на Метелле Далматике — двоюродной сестре Квинта Цецилия и вдове Марка Эмилия Скавра (последний умер незадолго до того). Поддержка семьи Метеллов, главой которой был в те годы Метелл Пий, могла стать решающим фактором, обеспечившим Сулле консулат. Существует даже мнение, что и Сулла, и его коллега Квинт Помпей Руф изначально были кандидатами factio Metellana и выдвигались ею в противовес Марию. Последний, чтобы отобрать у Суллы командование в начавшейся войне с Митридатом Понтийским, заключил союз с народным трибуном Публием Сульпицием и поддержал его идею о распределении по всем трибам недавно получивших гражданство италиков (эта мера фактически обеспечивала новым гражданам возможность влиять на исход выборов). В ответ на это Сулла занял Рим, казнил Сульпиция и отменил его законы (88 год до н. э.). В 87 году, когда Сулла уже был на Балканах, один из новых консулов, Луций Корнелий Цинна, снова попытался распределить новых граждан по всем трибам. Он встретил ожесточённое сопротивление и даже был отрешён от должности; тогда Цинна склонил на свою сторону армию, стоявшую под Нолой, и осадил Рим. К нему присоединился Гай Марий.
Метелл Пий всё это время продолжал действовать против восставших италиков в Самнии с полномочиями проконсула. Поход Суллы на Рим не получил поддержки со стороны Квинта Цецилия или кого-либо из его сородичей; антиковед А. Кивни в связи с этим пишет: «характер Метелла Пия предполагает, что он совершенно не одобрял подобные действия». Теперь сенат, столкнувшись с угрозой со стороны Цинны и Мария, направил к Квинту в качестве послов отца и сына Катулов, а также Марка Антония Оратора, чтобы передать приказ заключить мир с самнитами и прийти на помощь городу. Известно, что самниты выдвинули неприемлемые условия, и договор заключён не был; тем не менее Квинт Цецилий привёл свою армию к Риму, а самниты стали союзниками Мария.
Город защищал ещё один сенатский полководец, Гней Помпей Страбон. Когда он стал жертвой эпидемии, его воины попросили Метелла взять их под своё начало, «уверяя, что под началом человека опытного и деятельного они будут хорошо сражаться и одержат победу», но получили совет идти к консулу Гнею Октавию; тогда они перешли на сторону Цинны. В целом защитники сената действовали очень вяло; воины Метелла обладали серьёзным боевым опытом, но при этом источники не сообщают не только об их успехах в боях за Рим, но и вообще о каких-либо столкновениях с их участием. Когда Квинт Цецилий направил армию против Цинны, солдаты, вместо того чтобы сражаться, начали приветствовать друг друга; поэтому проконсул отступил и вскоре начал переговоры с противником.
В ходе этих переговоров Метелл Пий признал Цинну консулом и за это был обвинён Гнеем Октавием в измене. Вскоре он увёл свою армию из Рима, оставив город беззащитным; по словам Плутарха, Квинт Цецилий «отчаялся в судьбе Рима». Исследователи оценивают его поведение по-разному. Г. Беннет полагает, что Метелл занимал в этой гражданской распре компромиссную позицию; Б. Кац — что он претендовал на консулат и ради этого был готов заключить союз с Цинной. А. Короленков обратил внимание на то, что Цинна и Метелл Пий совместно действовали против марсов во время Союзнической войны. Кроме того, между двумя нобилями существовали старые семейные связи: отец Метелла Пия был другом отца и дяди зятя Цинны — Гнея и Луция Домициев Агенобарбов. Эти обстоятельства могут объяснять и нежелание Квинта Цецилия воевать с Луцием Корнелием в полную силу, и готовность последнего к уступкам. Предположительно Цинна не только гарантировал Метеллу личную безопасность, но и оставил за ним командование армией и проконсульские полномочия. В ходе последовавших за падением Рима репрессий против нобилитета ни один из Цецилиев не пострадал.

### На стороне Суллы

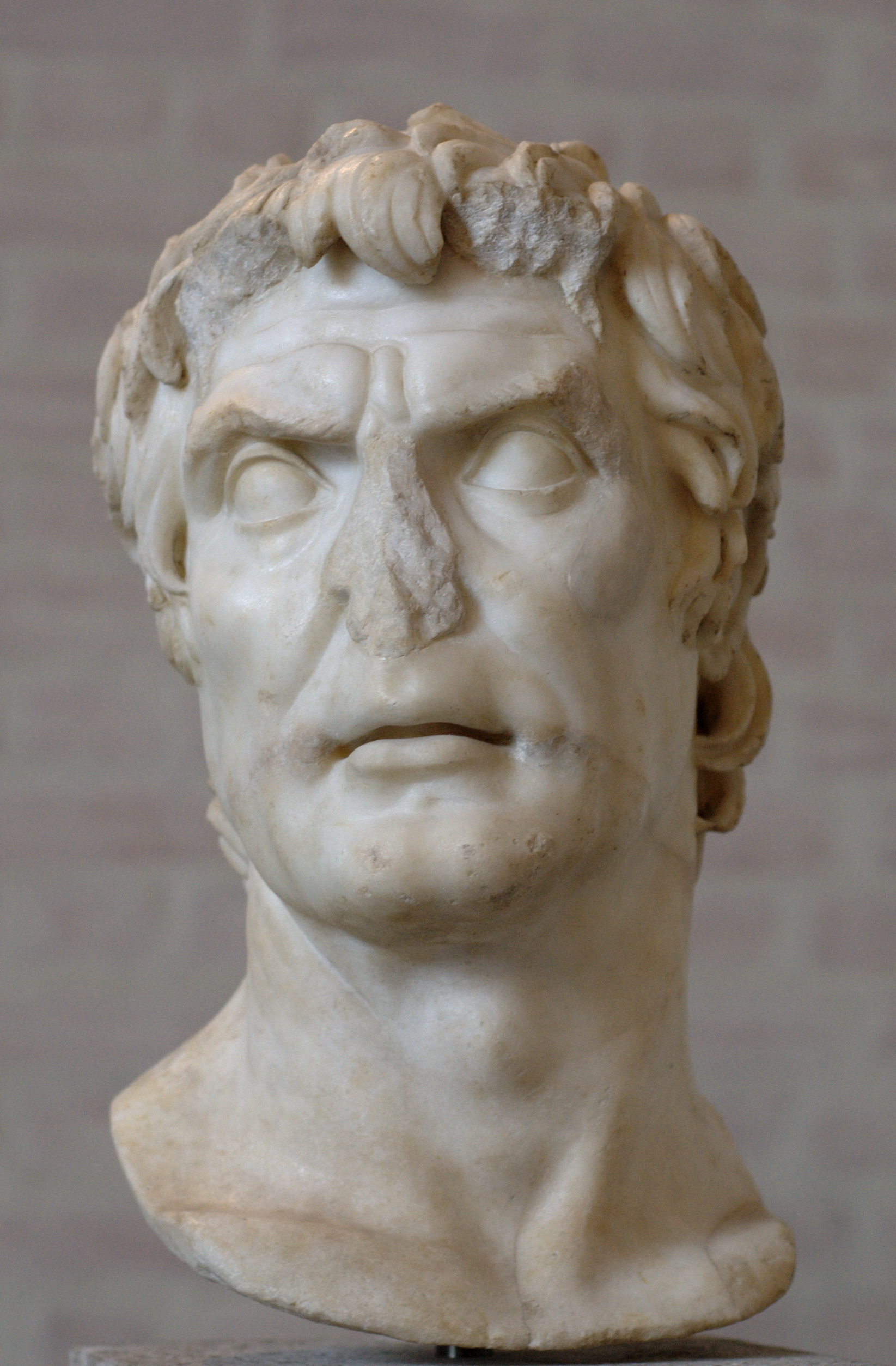
Бюст Луция Корнелия Суллы

Из Рима Квинт Цецилий уехал в провинцию Африка. В течение последующих лет, по-видимому, соглашение с Цинной продолжало действовать, так что Метелла никто не трогал. Но в начале 84 года до н. э. Цинна погиб во время солдатского мятежа, и сразу после этого марианский наместник Африки Гай Фабий Адриан начал боевые действия против Метелла. У последнего на тот момент было «немалое войско», к которому на время присоединился со своим отрядом ещё один знатный эмигрант, Марк Лициний Красс, до этого скрывавшийся в Испании (правда, вскоре между двумя нобилями произошла ссора, и Красс уехал на Балканы, где присоединился к Сулле). Тем не менее Метелл был разбит марианцами и вытеснен за пределы провинции.
Весной 83 года до н. э. Сулла, заключивший к тому времени мир с Митридатом, переправился с Балкан в Апулию, чтобы начать решительную схватку с марианцами. Квинт Цецилий «с отрядом союзного войска» был в числе первых нобилей, которые к нему присоединились (в частности, он прибыл раньше, чем юный Гней Помпей). Аппиан пишет, что до этого Метелл Пий находился в Лигурии, где «ожидал исхода событий»; другие источники упоминают в этом контексте только Африку, так что вопрос остаётся открытым. Согласно Диону Кассию, Квинт Цецилий ещё до присоединения к Сулле объявил себя его сторонником и начал собирать вокруг себя врагов марианской «партии», но неизвестно, произошло ли это до высадки Суллы или уже после.
Как преторий (бывший претор) с проконсульскими полномочиями Метелл Пий был некоторое время самым высокопоставленным человеком среди приверженцев Суллы. Он участвовал в разгроме армии одного из марианских консулов, Гая Норбана, у Тифатской горы, а также в противостоянии у города Теаны, в результате которого на сторону сулланцев перешла вся армия второго консула — Луция Корнелия Сципиона Азиатского. Летом 83 года до н. э. Квинт Цецилий оказался в списке сенаторов, которых марианское правительство объявило врагами (hostes); его имя — единственное из списка, которое называют источники. В дальнейшем он действовал самостоятельно в Цизальпийской Галлии. Плутарх пишет, что Метелл «не совершил ничего достойного тех огромных сил, какие находились в его распоряжении», а потому Сулла решил заменить его Гнеем Помпеем; последний возразил, что такая замена выглядела бы неблагородно, и в результате Сулла направил его не на замену, а на помощь Квинту Цецилию. Помпей «сумел подогреть и разжечь почти угасший от старости воинственный пыл и отвагу Метелла». В историографии к деталям этого рассказа относятся с недоверием: у Квинта Цецилия явно было очень мало войск, и стариком он тогда не был — ему было около 45 лет. К тому же Сулла не стал бы заменять претория и двоюродного брата своей жены на всадника, ещё не занимавшего ни одной магистратуры. Предположительно это сообщение Плутарха восходит к источникам из окружения Помпея.
В кампании 82 года до н. э. Метелл Пий и Помпей противостояли на севере Италии одному из марианских консулов, Гнею Папирию Карбону. Квинт Цецилий разбил претора Гая Каррину на реке Эзин в Умбрии, а позже одержал победу над одним легатом, которого источники не называют по имени. Карбон же, узнав о поражении его коллеги на юге, отступил к Аримину. Позже Метелл, чтобы не сталкиваться с основными силами марианцев, перевёз свою армию по морю к Равенне и при Фавенции разгромил Гая Норбана (Веллей Патеркул назвал это сражение «прославленным»). Потери марианцев составили 9-10 тысяч убитыми, и ещё 6 тысяч солдат перешли на сторону противника, так что у Норбана осталась всего тысяча воинов. После этого поражения северный «фронт» марианцев окончательно распался (армия Карбона ушла в Этрурию, где столкнулась с Суллой). Один из местных военачальников, Публий Альбинован, начал тайные переговоры с Метеллом о переходе на его сторону; тот посулил выгодные условия, но только если Альбинован совершит «нечто замечательное». Тогда Альбинован пригласил своих соратников на пир и приказал их перебить. Его легион перешёл к сулланцам, как и город Аримин. Уцелевший Норбан бежал из Италии и позже покончил с собой на Родосе. В результате к осени 82 года Метеллу подчинялась вся Галлия от Равенны до Альп.

### При диктатуре

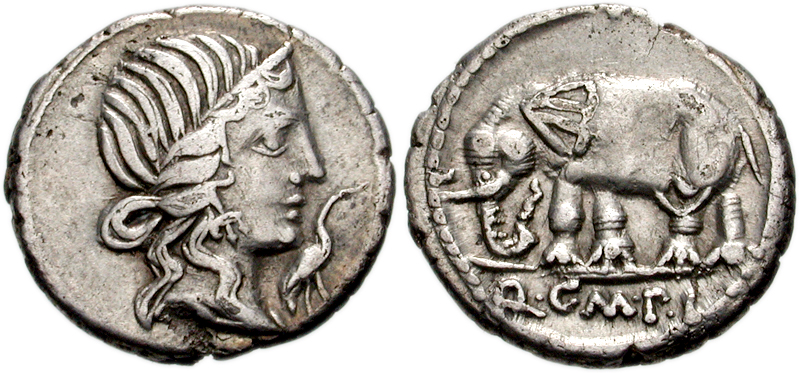
Серебряный денарий Квинта Цецилия Метелла Пия, 81 год до н. э.

Победив в гражданской войне, Сулла захватил единоличную власть над Римом. Метелл Пий занял видное место в его окружении, став вторым человеком в Республике после диктатора; он был фактическим главой клана Метеллов и неформальным руководителем аристократической части сулланской «партии» в поредевшем сенате. В 81 году до н. э. Сулла сделал его верховным понтификом (этот пост освободился ещё во время гражданской войны, когда погиб Квинт Муций Сцевола). Двоюродная племянница Квинта Цецилия (и падчерица диктатора) стала женой Гнея Помпея.
Метелла Далматика, которая была важным связующим звеном между Метеллом Пием и Суллой, умерла приблизительно в 81 году до н. э. Но диктатор был заинтересован в том, чтобы сохранить союз с Квинтом Цецилием, а потому назначил его своим коллегой по консулату на 80 год. По мнению А. Егорова, такой выбор призван был показать, что «кровавый репрессивный режим поворачивался другой своей стороной, „консервативно-реформаторской“». При этом, по словам Плутарха, Луций Корнелий свои хорошие отношения с Метеллом во время консульского года «приписывал некоей божественной удаче. В самом деле, тот, кто, как можно было ожидать, доставит Сулле немало хлопот, оказался самым сговорчивым товарищем по должности». О том, почему у диктатора могли появиться такие ожидания, ничего не известно.
Во время своего консулата Квинт Цецилий в знак благодарности помог стать претором на следующий год Квинту Калидию — народному трибуну 98 года до н. э., который принял закон о возвращении из изгнания Метелла Нумидийского. Плутарх в связи с этим временем называет Метелла Пия «одним из величайших и знаменитейших римлян»; А. Шур — «вторым человеком в государстве».

### Против Сертория
В 79 году до н. э. Сулла направил Метелла Пия в Испанию, где ширился мятеж, возглавленный Квинтом Серторием — видным деятелем марианской «партии». В связи с этой войной источники изображают Квинта Цецилия человеком немолодым, ленивым, склонным «к неге и роскоши». При этом он был всего на несколько лет старше Сертория и очень высоко оценивался последним. И. Гурин предположил, что «старческая вялость Метелла была навязчивым представлением Плутарха».
Под командованием Квинта Цецилия могли быть четыре легиона и вспомогательные войска. Плутарх, говоря о 128 тысячах воинов, сконцентрированных против Сертория, мог иметь в виду именно ситуацию 79 года до н. э., но тогда он наверняка включал в этот счёт ещё и войска наместников Дальней Испании и Нарбонской Галлии. По подсчётам некоторых учёных, одних только сулланских легионеров в обеих Испаниях было не менее 40 тысяч; вспомогательные войска могли достигать ещё большей численности. Квинт Цецилий пренебрежительно относился к своему противнику (он называл Сертория «беглецом, избежавшим руки Суллы, и последышем рассеянных сторонников Карбона») и, по-видимому, рассчитывал быстро закончить эту войну и стать восьмым триумфатором в истории клана Метеллов.
Сообщения источников о ходе Серторианской войны в 79—77 годах до н. э. фрагментарны. На их основании можно уверенно восстановить картину только в самых общих чертах. Армия Метелла обладала заметным превосходством в численности, а потому её противник выбрал партизанскую тактику. Он не начинал больших сражений, а вместо этого беспокоил врага из засад, затруднял ему снабжение, нападал, когда солдаты Метелла начинали разбивать лагерь. Если последний начинал осаду какого-либо города, Серторий начинал действовать на его коммуникациях, мобилизуя иногда на короткий срок огромные силы (Плутарх говорит даже о 150 тысячах воинов). Известен один случай, когда Серторий сам осадил осаждающих.
У Плутарха есть описание осады города Лакобрига. Метелл Пий неожиданно напал на этот город, думая, что основные силы серторианцев далеко. Он рассчитывал за два дня принудить осаждённых к сдаче, лишив их воды, а потому взял продовольствия только на пять дней. Но Серторий смог оперативно доставить в Лакобригу 2 тысячи бурдюков с водой, что расстроило все планы Квинта Цецилия. Последний был вынужден отправить за продовольствием целый легион, который попал в засаду и был полностью уничтожен. В результате Метеллу пришлось отступить ни с чем.
Создать детальную реконструкцию военных действий попытался А. Шультен. По его мнению, Метелл Пий направил своего легата Луция Тория Бальба в Ближнюю Испанию, но в пути последний был перехвачен серторианцем Луцием Гиртулеем, потерпел поражение при Консабуре и погиб. В дальнейшем Квинт Цецилий действовал в Лузитании между реками Гвадиана и Таг. В 79 году до н. э. он из Бетики двинулся в центральную Лузитанию, а потом к Олизиппо. В 78 году он шёл на запад и юго-запад; именно тогда могла произойти осада Лакобриги. Метелл опустошал все земли на своём пути, рассчитывая лишить противника баз снабжения, но не смог что-либо противопоставить партизанской войне, а потому в конце 78 года перешёл к обороне в Турдетании.
Большинство учёных с такой реконструкцией согласны. И. Гурин считает, что военные действия в эти годы шли в Бетике, в северо-восточной части Дальней Испании и на юге Лузитании, но не в глубине этой страны. А. Короленков с этой гипотезой не соглашается, ссылаясь на то, что Бетика, в отличие от Лузитании, не подходила для партизанской войны.
В ходе этих событий Метелл Пий не смог нанести решительное поражение Серторию, но всё же вытеснил его из большей части Бетики — по мнению А. Короленкова, не встретив «особого сопротивления». Это должно было рассматриваться как большой успех. Но армия Квинта Цецилия была настолько ослаблена, что не смогла противодействовать наступлению мятежников в Ближней Испании, в результате которого возникла перспектива похода Сертория в Италию. Поэтому сенат решил направить за Пиренеи ещё одну армию — под командованием Гнея Помпея.

### Против Сертория в союзе с Помпеем

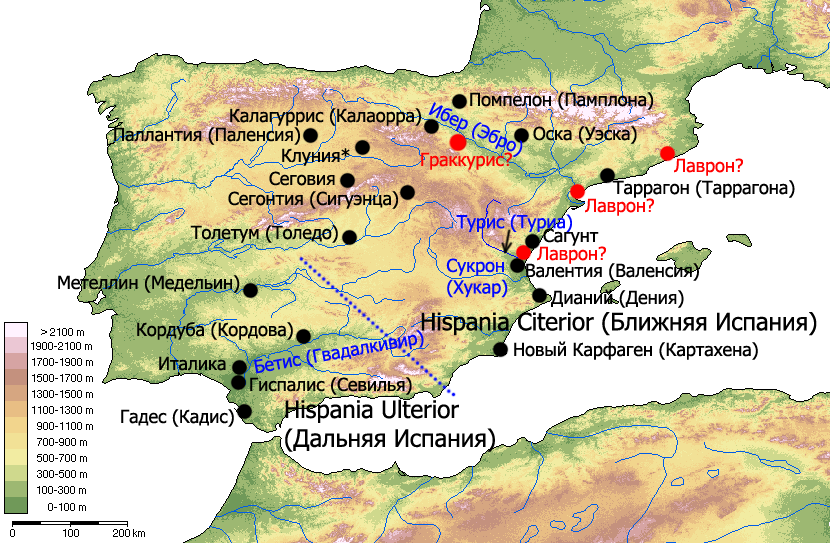
Римская Испания во времена Серторианской войны
подписаны важнейшие города и реки театра военных действий; синим пунктиром обозначена примерная граница между Ближней и Дальней Испанией; место подписанных красным городов достоверно не установлено

В 77 году до н. э. в Испании появилась ещё одна мятежная армия. После смерти Суллы (78 год до н. э.) против установленных им порядков восстал Марк Эмилий Лепид; он потерпел поражение и умер от болезни, но его войско, возглавленное Марком Перперной, переправилось на Пиренейский полуостров. Перперна сначала хотел вести отдельную войну с Квинтом Цецилием, но солдаты заставили его присоединиться к Серторию. Согласно Плутарху, это произошло, когда выяснилось, что в Испанию движется ещё одна сулланская армия под командованием Гнея Помпея; согласно Аппиану, порядок событий был обратным: сенат направил в Испанию ещё одного командующего, узнав об усилении Сертория.
Помпей уже в ходе первой своей испанской кампании, в 76 году до н. э., потерпел поражение при Лавроне. Следующее упоминание о Квинте Цецилии относится к 75 году. Серторий, который сам действовал против племён беронов и автриконов в верховьях Ибера, приказал Луцию Гиртулею сдерживать Метелла на юге, не вступая в большое сражение, в то время как Перперна и Гай Геренний должны были обороняться от Помпея. Но последний одержал победу при Валентии, а Квинт Цецилий — при Италике. Известно, что Гиртулей принял бой, несмотря на прямой запрет своего командующего; некоторые историки считают, что он это сделал, чтобы не допустить объединения сил Метелла и Помпея. Солдаты Гиртулея провели несколько часов на жаре, вызывая врага на бой; Квинт Цецилий, разместивший самые сильные соединения на флангах, смог окружить противника и нанести ему полное поражение. Погибли 20 тысяч серторианцев, включая самого Луция Гиртулея.
Серторий, узнав о случившемся, вернулся на побережье и решил дать большое сражение Помпею. Последний постарался вступить в бой при Сукроне до подхода Метелла Пия, чтобы не делить с ним славу. Но серторианцы взяли верх и не смогли уничтожить армию Помпея только потому, что она укрылась в лагере. На следующий день выяснилось, что приближается Квинт Цецилий, и потому Серторий отступил; согласно Плутарху, он сказал при этом: «Когда бы не эта старуха, я отстегал бы того мальчишку и отправил бы его в Рим».
Несмотря на частичную победу при Сукроне, у Сертория осталась только одна армия из трёх, вынужденная противостоять и Метеллу, и Помпею. Поэтому сенатские полководцы, объединив свои силы, смогли оттеснить мятежников от побережья в центральную часть Пиренейского полуострова — в Кельтиберию. Предположительно именно тогда Серторий предложил примирение. Он изъявил готовность «сложить оружие и жить частным человеком, если только получит право вернуться», но его предложение не приняли. Напротив: Квинт Цецилий объявил награду за его голову в 100 талантов серебра и 20 тысяч югеров земли, а изгнаннику — право вернуться в Рим.
В долине под Сегонтией Метелл и Помпей оказались окружены из-за серии манёвров противника; их солдаты почувствовали острую нехватку продовольствия. Тем не менее вскоре Серторий вступил в бой — возможно, на этом настояли его воины. Метелл сражался с Перперной и нанёс его войску тяжёлые потери (5 тысяч убитыми); из изложения Аппиана следует, что здесь правительственные войска одержали верх. Серторий, одержавший победу на другом фланге над Помпеем, пришёл на помощь своему легату: «он теснил врага и пробивался к самому Метеллу, сметая на пути тех, кто ещё держался». Квинт Цецилий был ранен, но его солдаты всё же заставили противника отступить.
После этой битвы серторианцы ушли в горную крепость Клуния. Метелл и Помпей осадили их там, но Серторий смог прорваться и начал партизанскую войну. В конце концов Квинт Цецилий ушёл в Нарбонскую Галлию на зимние квартиры, в то время как Помпей зазимовал в землях ваккеев. На тот момент обе стороны были на грани истощения; сулланские полководцы требовали от сената подкреплений и денег, заявляя, что иначе театром военных действий станет уже Италия. В последующие годы они получили необходимые подкрепления, что обеспечило им в конце концов победу.
В целом ситуация на театре военных действий изменилась в ходе кампании 75 года до н. э. в пользу Метелла и Помпея. Серторий потерял контроль над рядом регионов, в боях погибла существенная часть его воинов, некоторые испанские племена перешли на сторону сенатских полководцев. Последние принимали перебежчиков достаточно милостиво. В историографии именно к 75 году относят провозглашение Квинта Цецилия императором, упомянутое у Плутарха. В последующие годы ситуация была относительно стабильной: в 74 году между Метеллом и Серторием происходили бои с неясным исходом у Бильбилиса и Сегобриги, Помпей понёс частичное поражение при Калагуррисе. В целом правительственные войска, видимо, расширили свой контроль в Ближней Кельтиберии. О военных событиях 73 года известно только, что Квинт Цецилий и Помпей заняли ряд до того подчинявшихся Серторию городов; некоторые из них сдались без боя. Некоторые учёные делают из этого вывод, что сенатские войска заняли всю Дальнюю Кельтиберию.

### Замирение Дальней Испании
В 73 или 72 году до н. э. Серторий пал от рук заговорщиков, которых возглавлял Перперна. Квинт Цецилий сразу после этого сосредоточился на делах своей провинции, не участвуя больше в войне с основными силами мятежников: разгром Перперны не сулил такой славы, как победа над Серторием, и с этой задачей мог справиться один Помпей. Последний действительно одержал полную победу в первом же сражении и казнил Перперну, что означало конец мятежа. Метелл Пий же предположительно именно в это время обратил своё оружие против последних не подчинявшихся римской администрации общин юго-запада Испании.
Источники, рассказывающие о Серторианской войне, как правило, сосредотачивают своё внимание на землях кельтиберов и регионе между Ибером и Пиренеями, а о Лузитании молчат. Известно, что лузитаны больше других были возмущены убийством Сертория, но неясно, поддержали ли они в конце концов Перперну, перешли ли на сторону сената или продолжали борьбу самостоятельно. М. Мюльбергхубер предположил, что часть лузитанов выбрала последний вариант и была подчинена Квинтом Цецилием к концу 72 или началу 71 года до н. э.
Именно к этому периоду может относиться покушение на Метелла, которое бегло упоминается только в одном источнике — в речи Марка Туллия Цицерона «В защиту Публия Корнелия Суллы». Оратор говорит о ранении проконсула, к которому был причастен Гай Корнелий Цетег. Больше об этой истории ничего не известно — включая имена других заговорщиков, цели заговора и то, почему участники покушения не были наказаны.
Бетику Квинт Цецилий обложил контрибуцией, которую отменил только Гай Юлий Цезарь. Предположительно эта мера стала наказанием за слишком слабое сопротивление, оказанное жителями этого региона Серторию в 80 году до н. э. Многие испанцы, отличившиеся в борьбе с мятежниками, получили от Метелла римское гражданство. По имени источники называют только одного такого гражданина — Квинта Фабия из Сагунта. Больше ничего о деятельности Квинта Цецилия в его провинции в последние годы наместничества неизвестно.

### Поздние годы
Неизвестно, когда именно Метелл Пий вернулся в Рим. Плутарх, подробно рассказывая о возвращении Помпея в 71 году до н. э., не говорит о Квинте Цецилии ни слова. Аппиан сообщает, что Помпей, приняв участие в подавлении восстания Спартака и выдвинув свою кандидатуру в консулы на 70 год, не распускал свою армию, говоря, «что он ожидает возвращения Метелла, чтобы справить испанский триумф». Исходя из этого, историки предполагают, что в середине 71 года Квинт Цецилий был ещё далеко от Рима; он покинул свою провинцию не раньше, чем в начале лета, и мог оказаться у священной границы Рима осенью.
Ради триумфа, по словам Флора, Метелл и Помпей «предпочли рассматривать войну с Испанией скорее как внешнюю, чем как гражданскую». Оба они были удостоены этой почести; при этом Помпей отпраздновал свой триумф 29 декабря 71 года до н. э., а дату триумфа Квинта Цецилия источники не называют. В историографии есть мнения в пользу всех трёх возможных вариантов: до Помпея, после Помпея, вместе с Помпеем. Первая из версий основывается на сообщениях Гая Веллея Патеркула и Евтропия, в которых просто приводятся имена триумфаторов, и Квинт Цецилий назван первым. Третья версия основана на сообщении Аппиана о том, что Помпей ждал Метелла у померия. М. Мюльбергхубер отмечает, что совместный триумф был бы логичным завершением многолетней совместной борьбы против общего врага.
К началу 70 года до н. э. Квинт Цецилий достиг всего, чего мог желать римский нобиль. Он сделал блестящую политическую карьеру, был удостоен высших военных почестей, занимал должность верховного понтифика и обладал большим влиянием. В последующие годы он начал отходить от дел и упоминается только дважды: в 66 году он выступил против Луция Сергия Катилины, обвинённого в злоупотреблении властью во время африканского наместничества, а в 65 году был свидетелем на процессе Гая Корнелия, которого обвинили в оскорблении величества.
В 63 году до н. э. Метелл Пий умер. Его преемником на посту верховного понтифика стал Гай Юлий Цезарь.

## Семья
У Квинта Цецилия не было родных детей. Поэтому своим завещанием он усыновил представителя патрицианского рода Корнелиев, сына Публия Корнелия Сципиона Назики, а по матери — внука Луция Лициния Красса, правнука Квинта Муция Сцеволы Авгура и праправнука Гая Лелия Мудрого. По отцовской линии этот нобиль был правнуком Метелла Македонского и приходился таким образом троюродным племянником своему усыновителю. На момент усыновления новоявленный Цецилий был взрослым человеком, но ещё никак себя не проявил. Он получил имя Квинт Цецилий Метелл Пий Сципион Назика и в дальнейшем стал консулом 52 года до н. э. и тестем Гнея Помпея Великого.

## Оценки личности и деятельности
Историки причисляют Метелла Пия к самым выдающимся и влиятельным римлянам своего времени. При этом во все последующие эпохи он был относительно малоизвестен, поскольку его затмили его союзники и враги, ставшие героями Плутарха и пользовавшиеся симпатией этого писателя: Марк Лициний Красс, Гней Помпей Великий, Квинт Серторий. Младший современник Квинта Цецилия Марк Туллий Цицерон в одной из своих речей называет его «честнейшим и добросовестнейшим человеком». Для другого видного писателя той же эпохи, Гая Саллюстия Криспа, Метелл Пий был явно отрицательным персонажем: Саллюстий питал симпатию к Серторию и стал основателем просерторианской традиции в античной историографии.
На Саллюстия опирается Плутарх, упоминающий Квинта Цецилия в жизнеописаниях Сертория и Помпея. В ряде случаев греческий писатель принижает полководческие заслуги Метелла, чтобы изобразить в наилучшем свете Помпея: так, исключительно последнему приписывает он славу победы при Сегонтии; во время гражданской войны в 83 году до н. э. в Цизальпийской Галлии Квинт Цецилий, по данным Плутарха, показал свою полную некомпетентность. Исследователи пишут о «старческой вялости Метелла как навязчивом представлении Плутарха» и о возможном использовании автором «Сравнительных жизнеописаний» источников из окружения Помпея. В изображении Плутарха Квинт Цецилий боится Сертория и пытается это скрыть, отзываясь о своём враге с пренебрежением. Кроме того, Плутарх приписывает Метеллу тщеславие:

…Разбив Сертория в каком-то сражении, он настолько возгордился и так восторгался своим успехом, что позволил назвать себя императором, а города, куда он прибывал, устраивали в его честь жертвоприношения и воздвигали жертвенники. Рассказывают ещё, что Метелл не противился, когда ему сплетали венки и приглашали на пышные пиры, где он пил в облачении триумфатора и где с помощью особых машин сверху спускались изображения Победы, протягивающие ему венки и золотые трофеи, а хоры мальчиков и женщин пели в его честь победные гимны. Тем самым, конечно, он выставлял себя в смешном виде, поскольку так возгордился и радовался, одержав победу над отступавшим Серторием, которого сам обзывал беглецом, избежавшим руки Суллы, и последышем рассеянных сторонников Карбона.
— Плутарх. Серторий, 22.
Основатель антисерторианской традиции Тит Ливий питал симпатии к Помпею, но от тех книг его «Истории Рима от основания города», которые рассказывали о Серториевой войне, в любом случае сохранились только краткие пересказы содержания — периохи. Квинта Цецилия упоминает в своей «Римской истории» Веллей Патеркул, который утверждает, что Серторий «более хвалил Метелла, но сильнее боялся Помпея».
В историографии Квинт Цецилий считается одним из двух лучших полководцев своей эпохи наряду с Суллой. Существует мнение, что Метелл не испытывал особый пиетет по отношению к Сулле: он поддерживал диктатора только потому, что они оба были врагами марианского правительства. Согласно этой гипотезе, Метелл Пий не одобрял захват Суллой единоличной власти, но смирился с этим потому, что марианцы не были разбиты окончательно. В гражданской войне он с самого начала был не приверженцем Суллы, а его союзником, командовавшим собственной армией; в этом смысле его ставят рядом с Марком Лицинием Крассом.
Некоторые исследователи приписывают Квинту Цецилию главный вклад в победу над Серторием. По мнению М. Мюльбергхубера, успехи Метелла при Италике и особенно при Сегонтии имели не только собственно военное, но и психологическое значение, подорвав веру серторианцев в их вождя. В результате впервые возникла перспектива подавления мятежа.

## В художественной литературе
Квинт Цецилий стал персонажем романов Колин Маккалоу «Первый человек в Риме», «Венец из трав», «Битва за Рим», «Фавориты фортуны».